# Turkiet i olympiska vinterspelen 1992
Turkiet deltog med åtta deltagare vid de olympiska vinterspelen 1992 i Albertville. Ingen av landets deltagare erövrade någon medalj.